# Jødisk Museum Rendsborg
Jødisk Museum Rendsborg (Jüdisches Museum Rendsburg) er et museum i Rendsborg, der har til formål at dokumentere jødernes historie i Slesvig-Holsten. Museet drives af landsmuseerne på Gottorp Slot.
Museet blev indviet i 1985 og har til huse i byens tidligere synagoge samt en tilstødende tidligere talmudskole. De første fire år blev huset drevet som jødisk kulturcentrum. Synagogen med tilhørende ritualbad (mikvé) stammer fra den første halvdel af 1900-tallet. Efter krystalnatten i 1938, hvor nazisterne sprængte menighedens toraskrin, blev bygningen blandt andet anvendt som fiskrøgeri. I 1991 blev museumskomplekset udvidet mod gården. Til huset hører nu også et fagbibliotek og medierum.
Jødernes historie i ejderbyen begynder i 1692, hvor Christian 5. inviterede jøderne til at bosætte sig i Rendsborgs nye bydel Nyværk. Allerede tre år senere konstituerede sig byens jødiske menighed. I 1864 boede der cirka 200 jøderne i Rendsborg. 1933 var antallet imidlertid faldet til 30. Med deportationen af de sidste jødiske indbyggere til Theresienstadt sluttede byens 250-årige jødiske historie.

## Eksterne links
- Museets hjemmeside

54°17′57″N 9°40′6″Ø / 54.29917°N 9.66833°Ø